# Toni Mahfud
Toni Gabriel Mahfud (* 2. Dezember 1994 in Hamburg) ist ein deutscher Influencer, der auch als Model arbeitet.

## Karriere
Mahfuds Eltern stammen aus Damaskus in Syrien. Im Alter von 14 Jahren wurde er von einem Model-Scout entdeckt. Nachdem er das Abitur im Alter von 16 Jahren bestanden hatte, begann er ein Studium in Kommunikationsdesign an der Kunstschule Wandsbek in Hamburg, einer privaten Berufsfachschule.
Bekanntheit erreichte Mahfud 2016 mit dem Veröffentlichen von Zeichnungen Prominenter wie Rihanna oder Cara Delevingne. Selbige teilten seine Bilder auf ihren reichweitenstarken Social-Media-Kanälen. 2016 wurde in einem Bericht der Märkischen Allgemeinen kritisiert, dass Werbung auf Instagram-Kanälen nicht als solche gekennzeichnet sei. Toni Mahfud wurde dabei als Beispiel für einen Influencer genannt, der mit ungekennzeichneter Produktwerbung auf Instagram sein Geld verdient.
Er steht bei der Modelagentur IMG Models unter Vertrag und modelte für bekannte Marken. 2017 wurde er auf der englischsprachigen Internetseite der Vogue in einer Liste männlicher Models, die man kennen sollte, vorgestellt. 2017 gewann er den About You Award in der Kategorie Lifestyle. Mahfud macht seit 2018 Werbung für eine Jeansmarke. Ende 2018 war er Werbefigur für eine limitierte Edition eines Modells eines Motorradherstellers. Im Herbst 2018 lag er mit 3,5 Millionen Followern auf dem 9. Platz der wichtigsten Instagram-Influencer in Deutschland.

## Persönliches
Mahfud ist 188 cm groß. 2013 ließ er sich die Nase operieren, weswegen er einige Zeit aus Social Media verschwunden war. Er hat einen zweieiigen Zwillingsbruder.

## Filmografie

### Musikvideos
- 2022: Cro – FACETIME LUV[15]

## Auszeichnungen
- 2017: About You Awards – Kategorie: Lifestyle[16]